# Моцкер, Йосеф
Йосеф Моцкер (чеш. Josef Mocker; 22 ноября 1835[…], Цитолиби — 16 января 1899[…], Градчаны, Цислейтания) — чешский архитектор и реставратор, известный своими реставрационными работами в области готической архитектуры Чехии, автор нескольких сооружений в неоготическом стиле, действительный член Венской академии изобразительных искусств с 1888 года, член Чешской академии наук и искусств с 1890 года.